# Burak Yeter
Burak Yeter (* 5. května 1982) je turecko-nizozemský DJ, hudební producent a remixer.

## Mládí
Burak Yeter přesně neuvedl, ve které zemi se narodil. Na své vlastní webové stránce píše, že se narodil v Amsterdamu v Nizozemí, zatímco v několika interview prohlásil, že se narodil v Trabzonu v Turecku. O hudbu se zajímal už ve velmi nízkém věku a od svých pěti let se učil hrát na piano. V osmi letech poté začal hrát i na kytaru. Po dokončení studií na univerzitě Akdeniz se usadil v Londýně, kde dosáhl magisterského titulu v oboru zvukového inženýrství.

## Hudební kariéra
Ve věku 22 let se dostal do povědomí veřejnosti, když vyhrál v anketě Burn & MTV Dance Heat DJ Contest 2004. Díky tomu poté vystupoval na MTV Dance Floor Chart Party na Maltě. Ve stejný rok skončil na 2. místě Miller Master DJ Contest a tím si zajistil významné místo na EDM scéně.
V roce 2005 Yeter vydal své debutové album For Action, které vydala nahrávací společnost DSM. Album bylo první jeho prvním sólem vydávaným celosvětově. Jeho druhé album For Message Volume 2, vydáno v roce 2007, bylo určeno na výstrahu před globálním oteplováním.
V roce 2008 podepsal Yeter kontrakt s nahrávací společností Pioneer a otevřel školy pro DJe v Amsterdamu, Istanbulu a Los Angeles, kde poté profesionálně vyučoval.
V roce 2013 vydal single Storm v Amsterdamu. Píseň se umístila 100. nejlepšími hity na mezinárodním hudebním žebříčku. Ve stejnou dobu také v Nizozemí natáčel pro svou píseň klip.
Momentálně Yeter pracuje na svých vlastních projektech ve svých studiích v Amsterdamu, Istanbulu a Los Angeles, mezitím pak vystupuje na festivalech po celém světě.